# Chaetacis necopinata
Chaetacis necopinata är en spindelart som först beskrevs av Arthur M. Chickering 1960.  Chaetacis necopinata ingår i släktet Chaetacis och familjen hjulspindlar.
Artens utbredningsområde är Peru. Inga underarter finns listade i Catalogue of Life.